# Ambroise Vollard au foulard rouge
Ambroise Vollard au foulard rouge est un tableau du peintre français Auguste Renoir réalisé en 1911. Cette huile sur toile est un portrait d'Ambroise Vollard, le marchand d'art responsable de l'artiste, alors qu'il porte sur sa tête un foulard rouge. Elle est conservée par le Petit Palais, à Paris.